# Mestaruussarja (1946)
Sezon 1946 był 16. edycją rozgrywek o mistrzostwo Finlandii. Rozgrywano dwie osobne ligi, jedną dla klubów zrzeszonych w Fińskim Związku Piłki Nożnej (Suomen Palloliitto - SPL), drugą dla drużyn zrzeszonych w TUL. Każde z rozgrywek wyłaniały swojego osobnego zwycięzcę, jednak mistrzem Finlandii zostawała dopiero drużyna, która wygrywała organizowany na koniec sezonu turniej pucharowy dla najlepszych zespołów wewnętrznych lig SPL oraz TUL.

## Finał turnieju
- VIFK Vaasa 5-1 TPV Tampere